# Spotlight Kid
Pour les articles homonymes, voir Spotlight.
Spotlight Kid est un groupe de rock néo-psychédélique et shoegazing britannique, originaire de Nottingham. Formé en 2006, le groupe se compose du compositeur Chris Davis (batterie, guitare et électronique), ancien membre du groupe indépendant Six by Seven, de Katty Heath (chant), ancienne membre du groupe electronica Bent, accompagnés de Karl Skivington (clavier et guitare), Chris Moore (guitare), Matt Holt (basse), et Rob McCleary (chant et guitare). Son nom est inspiré par le titre de l'album de Captain Beefheart The Spotlight Kid (en) sorti en 1972.

## Biographie

### Débuts etDeparture(2006)
La naissance du groupe Spotlight Kid et l’ensemble des morceaux du premier album Departure sont l’œuvre solitaire d’un seul musicien : Chris Davis. Mais pour finaliser ces enregistrements qui s’étalent de novembre 2005 à février 2006 et dont l’écriture date de plusieurs années, il fait appel à Katty Heath, fidèle amie qui se trouve à ce moment libérée du groupe d’electronica Bent où elle officiait comme chanteuse. Des musiciens occasionnels les rejoignent, tels les guitaristes Ducan Oakley et Sam Hempton ou encore les saxophonistes et trompettistes James Flower et Alex Chapman, pour un ensemble artistique cohérent qui privilégie dès le départ la mélodie et le format chanson dans un contexte de renouveau du rock psychédélique et shoegazing issus des années 1990.
L'album est publié par le label indépendant Club AC30 en 2006. Certains titres s’en dégagent comme autant de hits potentiels tels que Never’s to Soon ou Seefeel. Le son général de l’album, doté d’une grande dynamique et bénéficiant des techniques d’enregistrement de pointe, apparaît particulièrement ample et tourbillonnant, notamment aux oreilles des critiques et radios alternatives rock qui saluent la sortie du disque.

### Solidification etCrystal Dreams(2009)
Trois ans passent avant que Chris Davis ne réunisse des musiciens qui s’engagent pour constituer dans la durée la substance de Spotlight Kid. Sont présents à l’appel Rob McCleary et Karl Skivington qui, avec Chris Moore, constituent le bloc sonique impressionnant des trois guitares auquel s’adjoint le bassiste Rick Davidson. Katty Heath n’étant pas encore sûre de participer à plein temps au groupe, c’est sans elle que le sextuor, devenu quintette, enregistre fin 2009 sur le label Two & One Records, un EP de trois pistes édité en format digipack et composé du titre Take Some Time servi par une montagne de réverbérations et de larsens apprivoisés, suivi des deux mélodieux Psalm 107 et There’s a Reason Why plus orienté pop.

### Disaster Tourist(2011)
Courant 2010, le groupe fait paraître April/All Is Real, un single deux titres sur support vinyle 45 tours en édition limitée à 250 exemplaires. Ces deux chansons sont présentes dans le nouvel album à venir mais mixées un peu différemment. Katty Heath rejoint pour de bon la formation, tandis que le bassiste Matt Holt remplace un Rick Davidson sur le départ.
Le deuxième album, intitulé Disaster Tourist, est publié en septembre 2011 en Angleterre, puis en novembre 2012 à l'international. Il est enregistré aux Purple Studios en deux jours avec le désir de retrouver la spontanéité que procure la scène, chaque piste étant jouée en direct en une seule prise. La presse anglaise souligne la grande qualité du disque qui surpasse le premier opus du combo. On sent une osmose plus grande entre ces nouveaux musiciens qui incarnent dorénavant le groupe et Katty Heath, dont la voix éthérée faisant souvent penser à celle de Kate Bush est plus présente sur les morceaux. Le son sert harmonieusement des titres tels que April, Creeps, Lifeline, Cold Steel Rain, Forget Yourself in Me ou encore Haunting Me. Le groupe tourne régulièrement en Angleterre, notamment au Festival de Glastonbury.

### Ten Thousand Hours(depuis 2014)
En mars 2014 sort le troisième album intitulé Ten Thousand Hours, distribué par le label Saint Marie Records en un digipack de trois volets. Le personnel inchangé propose une musique toujours plus en progression, à l'architecture complexe bien qu'en apparence facile d’accès, et développant plus que jamais les contrastes entre climats aériens et sons de batterie et de basse implacables, enrobés des tourbillonnantes guitares toujours plus réverbérées. Les intenses Sugar Pills et Budge Up notamment confirment l'originalité d'un groupe qui a su dépasser ses premières influences. En mai 2015, l’album est proposé à la vente par le label du groupe dans une version vinyle en édition limitée.

## Discographie

### Albums
- 2006 : Departure
- 2009 : Crystal Dreams (EP, trois titres)
- 2011 : Disaster Tourist
- 2014 : Ten Thousand Hours (deux formats : vinyle 33 tours et CD)

### Singles
- 2010 : April/All is Real (vinyle 45 tours)